# Valcabrère
Valcabrère es una comuna francesa, situada en el departamento de Alto Garona, en la región de Mediodía-Pirineos. Sus habitantes reciben el nombre, en francés, de valcabrérois.
La basílica de Saint Just de Valcabrère se encuentra incluido como parte del lugar Patrimonio de la Humanidad llamado «Caminos de Santiago de Compostela en Francia».

## Demografía
| 129             | 105 | 95 | 120 | 130 | 139 |
| (Fuente: INSEE) |     |    |     |     |     |